# Jan Uvena
Jannaro "Jan" Uvena (* 29. srpna 1950, Huntington, New York, Spojené státy americké) je americký hudebník a bubeník. Hrál v řadě rockových skupin, včetně doprovodné skupiny Alice Coopera, Iron Butterfly, Alcatrazz a Signal.

## Diskografie

### Spolu s Bonnie Pointerovou
- Bonnie Pointer (1979)

### Spolu s Alice Cooperem
- Zipper Catches Skin (1982)

### Spolu s Alcatrazzem
- No Parole from Rock 'n' Roll (1983)
- Live Sentence (1984)
- Disturbing the Peace (1985)
- Dangerous Games (1986)

### Spolu se Signalem
- Loud & Clear (1989)